# Udați-Mânzu
Udați-Mânzu – wieś w Rumunii, w okręgu Buzău, w gminie Smeeni. W 2011 roku liczyła 981 mieszkańców.